# مانوئل لانزینی
مانوئل لانزینی (اسپانیایی: Manuel Lanzini‎؛ زادهٔ ۱۵ فوریهٔ ۱۹۹۳) بازیکن فوتبال اهل آرژانتین است که برای باشگاه ریورپلاته بازی می‌کند.
از باشگاه‌هایی که در آن بازی کرده‌است می‌توان به ریور پلاته، فلومیننزه، الجزیره و وستهام اشاره کرد.